# Frieira (Puebla del Brollón)
Frieira (llamada oficialmente A Frieira) es una aldea española situada en la parroquia de Brence, del municipio de Puebla del Brollón, en la provincia de Lugo, Galicia.

## Localización
Está situado a 473 metros de altitud en la carretera LU-933, al norte de la nacional N-120 y encima de la línea de ferrocarril La Coruña-León, que pasa soterrada. Muy cerca de la aldea se encuentra la Fonte da Mina.

## Demografía
| Gráfica de evolución demográfica de Frieira entre 2000 y 2021 |
|                                                               |
| Datos según el nomenclátor publicado por el INE.              |